# خالد بالامیر
خالد بالامیر (انگلیسی: Halit Balamir; زاده ۱۹۲۲ – درگذشت ۲ مارس ۲۰۰۹) کشتی‌گیر اهل ترکیه بود.